# گنج‌تپه (بهار)
گنج‌تپه یکی از روستاهای استان همدان است که در دهستان سیمینه‌رود بخش مرکزی شهرستان بهار واقع شده‌است. اهالی این روستا مسلمان و شیعه‌ مذهب هستند و به زبان ترکی تکلم می‌کنندو عمدتاً کشاورز و محصول خیار(سیب زمینی،سیر) کشت می‌کنند.